# Mejor quinteto de la NBA

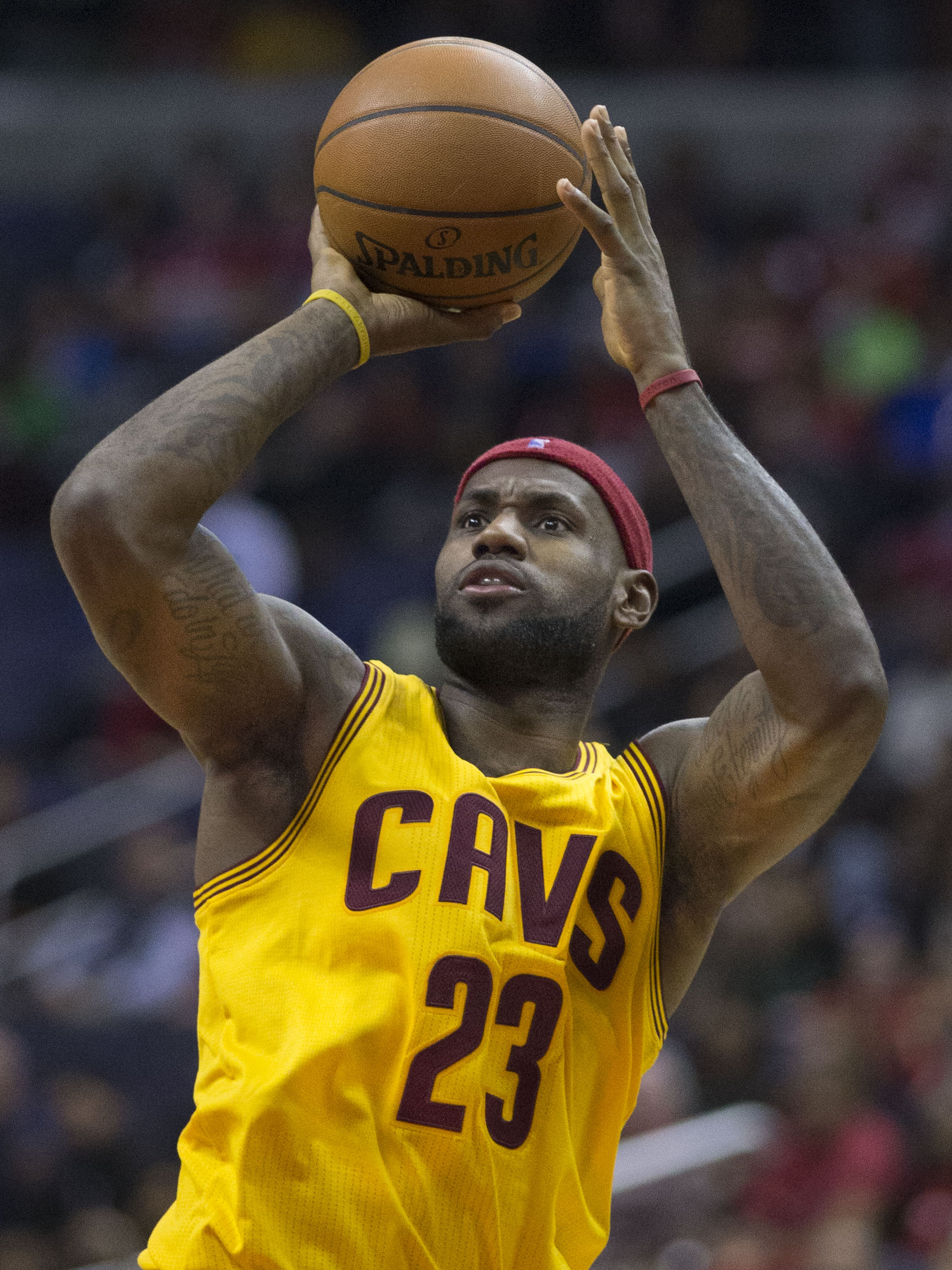
LeBron James, el jugador con más inclusiones en el primer equipo.

El Mejor Quinteto de la NBA (All-NBA Team) es un galardón anual otorgado por la NBA a los mejores jugadores de la temporada. La votación la realiza un grupo de periodistas y locutores deportivos de los Estados Unidos y Canadá. El equipo ha sido elegido en cada temporada de la NBA, desde su inauguración en 1946. El premio consta de tres quintetos compuestos por un total de 15 jugadores, cinco en cada equipo. Originalmente se componía de dos equipos, pero en 1988 se aumentó a tres.
Los jugadores reciben cinco puntos por cada voto en el primer equipo, tres puntos por cada voto en el segundo equipo, y un punto por cada voto en el tercer equipo. Los cinco jugadores con mayor número de puntos totales entran en el primer equipo, con los siguientes cinco jugadores integrando el segundo equipo y así sucesivamente. En caso de empate en la quinta posición de cualquier equipo, el quinteto se expande a seis jugadores. Solamente se ha producido un empate, en 1952, cuando Bob Davies y Dolph Schayes empataron en votos recibidos. Desde 1946 hasta 1955, los jugadores fueron seleccionados sin tener en cuenta su posición en el terreno de juego. Sin embargo, a partir de 1956 cada equipo ha sido formado por dos aleros, un pívot, y dos bases/escoltas.
LeBron James posee el récord de más selecciones totales con 19, le siguen Kobe Bryant, Tim Duncan y Kareem Abdul Jabbar con 15. Karl Malone y Shaquille O'Neal les siguen con 14 elecciones y Dolph Schayes, Bob Cousy, Jerry West, Hakeem Olajuwon y Dirk Nowitzki con 12. LeBron James es el jugador con más inclusiones en el primer equipo con 13, mientras que Karl Malone y Kobe Bryant le siguen con 11.

## Ganadores
|                      | Denota jugador en activo en la NBA                                     |
|                      | Elegido para el Basketball Hall of Fame                                |
| Jugador (X)          | Denota la cantidad de veces que un jugador ha sido elegido             |
| Jugador (en negrita) | Indica el jugador que ha ganado el MVP de la Temporada en el mismo año |

### 1947-1988
| Temporada | Selecciones                | Selecciones             | Selecciones              | Selecciones             | Selecciones           | Selecciones           |                       |
| Temporada | Primer equipo              | Primer equipo           | Segundo equipo           | Segundo equipo          | Tercer equipo         | Tercer equipo         |                       |
| Temporada | Jugadores                  | Equipos                 | Jugadores                | Equipos                 | Jugadores             | Equipos               |                       |
| --------- | -------------------------- | ----------------------- | ------------------------ | ----------------------- | --------------------- | --------------------- | --------------------- |
| 1946-47   | Joe Fulks                  | Philadelphia Warriors   | Ernie Calverley          | Providence Steamrollers | No hubo tercer equipo | No hubo tercer equipo | No hubo tercer equipo |
| 1946-47   | Bob Feerick                | Washington Capitols     | Frank Baumholtz          | Cleveland Rebels        | No hubo tercer equipo | No hubo tercer equipo | No hubo tercer equipo |
| 1946-47   | Stan Miasek                | Detroit Falcons         | Johnny Logan             | St. Louis Bombers       | No hubo tercer equipo | No hubo tercer equipo | No hubo tercer equipo |
| 1946-47   | Bones McKinney             | Washington Capitols     | Chick Halbert            | Chicago Stags           | No hubo tercer equipo | No hubo tercer equipo | No hubo tercer equipo |
| 1946-47   | Max Zaslofsky              | Chicago Stags           | Fred Scolari             | Washington Capitols     | No hubo tercer equipo | No hubo tercer equipo | No hubo tercer equipo |
| 1947-48   | Joe Fulks (2)              | Philadelphia Warriors   | Johnny Logan (2)         | St. Louis Bombers       | No hubo tercer equipo | No hubo tercer equipo | No hubo tercer equipo |
| 1947-48   | Max Zaslofsky (2)          | Chicago Stags           | Carl Braun               | New York Knicks         | No hubo tercer equipo | No hubo tercer equipo | No hubo tercer equipo |
| 1947-48   | Ed Sadowski                | Boston Celtics          | Stan Miasek (2)          | Detroit Falcons         | No hubo tercer equipo | No hubo tercer equipo | No hubo tercer equipo |
| 1947-48   | Howie Dallmar              | Philadelphia Warriors   | Fred Scolari (2)         | Washington Capitols     | No hubo tercer equipo | No hubo tercer equipo | No hubo tercer equipo |
| 1947-48   | Bob Feerick (2)            | Washington Capitols     | Buddy Jeannette          | Baltimore Bullets       | No hubo tercer equipo | No hubo tercer equipo | No hubo tercer equipo |
| 1948-49   | George Mikan               | Minneapolis Lakers      | Arnie Risen              | Rochester Royals        | No hubo tercer equipo | No hubo tercer equipo | No hubo tercer equipo |
| 1948-49   | Joe Fulks (3)              | Philadelphia Warriors   | Bob Feerick (3)          | Washington Capitols     | No hubo tercer equipo | No hubo tercer equipo | No hubo tercer equipo |
| 1948-49   | Bob Davies                 | Rochester Royals        | Bones McKinney           | Washington Capitols     | No hubo tercer equipo | No hubo tercer equipo | No hubo tercer equipo |
| 1948-49   | Max Zaslofsky (3)          | Chicago Stags           | Ken Sailors              | Providence Steamrollers | No hubo tercer equipo | No hubo tercer equipo | No hubo tercer equipo |
| 1948-49   | Jim Pollard                | Minneapolis Lakers      | Johnny Logan (3)         | St. Louis Bombers       | No hubo tercer equipo | No hubo tercer equipo | No hubo tercer equipo |
| 1949-50   | George Mikan (2)           | Minneapolis Lakers      | Frank Brian              | Anderson Packers        | No hubo tercer equipo | No hubo tercer equipo | No hubo tercer equipo |
| 1949-50   | Jim Pollard (2)            | Minneapolis Lakers      | Fred Schaus              | Fort Wayne Pistons      | No hubo tercer equipo | No hubo tercer equipo | No hubo tercer equipo |
| 1949-50   | Alex Groza                 | Indianapolis Olympians  | Dolph Schayes            | Syracuse Nationals      | No hubo tercer equipo | No hubo tercer equipo | No hubo tercer equipo |
| 1949-50   | Bob Davies (2)             | Rochester Royals        | Al Cervi                 | Syracuse Nationals      | No hubo tercer equipo | No hubo tercer equipo | No hubo tercer equipo |
| 1949-50   | Max Zaslofsky (4)          | Chicago Stags           | Ralph Beard              | Indianapolis Olympians  | No hubo tercer equipo | No hubo tercer equipo | No hubo tercer equipo |
| 1950-51   | George Mikan (3)           | Minneapolis Lakers      | Dolph Schayes (2)        | Syracuse Nationals      | No hubo tercer equipo | No hubo tercer equipo | No hubo tercer equipo |
| 1950-51   | Alex Groza (2)             | Indianapolis Olympians  | Frank Brian (2)          | Tri-Cities Blackhawks   | No hubo tercer equipo | No hubo tercer equipo | No hubo tercer equipo |
| 1950-51   | Ed Macauley                | Boston Celtics          | Vern Mikkelsen           | Minneapolis Lakers      | No hubo tercer equipo | No hubo tercer equipo | No hubo tercer equipo |
| 1950-51   | Bob Davies (3)             | Rochester Royals        | Joe Fulks (4)            | Philadelphia Warriors   | No hubo tercer equipo | No hubo tercer equipo | No hubo tercer equipo |
| 1950-51   | Ralph Beard (2)            | Indianapolis Olympians  | Dick McGuire             | New York Knicks         | No hubo tercer equipo | No hubo tercer equipo | No hubo tercer equipo |
| 1951-52   | George Mikan (4)           | Minneapolis Lakers      | Larry Foust              | Fort Wayne Pistons      | No hubo tercer equipo | No hubo tercer equipo | No hubo tercer equipo |
| 1951-52   | Ed Macauley (2)            | Boston Celtics          | Vern Mikkelsen (2)       | Minneapolis Lakers      | No hubo tercer equipo | No hubo tercer equipo | No hubo tercer equipo |
| 1951-52   | Paul Arizin                | Philadelphia Warriors   | Jim Pollard (3)          | Minneapolis Lakers      | No hubo tercer equipo | No hubo tercer equipo | No hubo tercer equipo |
| 1951-52   | Bob Cousy                  | Boston Celtics          | Bobby Wanzer             | Rochester Royals        | No hubo tercer equipo | No hubo tercer equipo | No hubo tercer equipo |
| 1951-52   | Bob Davies (4) (empate)    | Rochester Royals        | Andy Phillip             | Philadelphia Warriors   | No hubo tercer equipo | No hubo tercer equipo | No hubo tercer equipo |
| 1951-52   | Dolph Schayes (3) (empate) | Syracuse Nationals      | Andy Phillip             | Philadelphia Warriors   |                       |                       |                       |
| 1952-53   | George Mikan (5)           | Minneapolis Lakers      | Bill Sharman             | Boston Celtics          | No hubo tercer equipo | No hubo tercer equipo | No hubo tercer equipo |
| 1952-53   | Bob Cousy (2)              | Boston Celtics          | Vern Mikkelsen (3)       | Minneapolis Lakers      | No hubo tercer equipo | No hubo tercer equipo | No hubo tercer equipo |
| 1952-53   | Neil Johnston              | Philadelphia Warriors   | Bobby Wanzer (2)         | Rochester Royals        | No hubo tercer equipo | No hubo tercer equipo | No hubo tercer equipo |
| 1952-53   | Ed Macauley (3)            | Boston Celtics          | Bob Davies (5)           | Rochester Royals        | No hubo tercer equipo | No hubo tercer equipo | No hubo tercer equipo |
| 1952-53   | Dolph Schayes (4)          | Syracuse Nationals      | Andy Phillip (2)         | Philadelphia Warriors   | No hubo tercer equipo | No hubo tercer equipo | No hubo tercer equipo |
| 1953-54   | Bob Cousy (3)              | Boston Celtics          | Ed Macauley (4)          | Boston Celtics          | No hubo tercer equipo | No hubo tercer equipo | No hubo tercer equipo |
| 1953-54   | Neil Johnston (2)          | Philadelphia Warriors   | Jim Pollard (4)          | Minneapolis Lakers      | No hubo tercer equipo | No hubo tercer equipo | No hubo tercer equipo |
| 1953-54   | George Mikan (6)           | Minneapolis Lakers      | Carl Braun (2)           | New York Knicks         | No hubo tercer equipo | No hubo tercer equipo | No hubo tercer equipo |
| 1953-54   | Dolph Schayes (5)          | Syracuse Nationals      | Bobby Wanzer (3)         | Rochester Royals        | No hubo tercer equipo | No hubo tercer equipo | No hubo tercer equipo |
| 1953-54   | Harry Gallatin             | New York Knicks         | Paul Seymour             | Syracuse Nationals      | No hubo tercer equipo | No hubo tercer equipo | No hubo tercer equipo |
| 1954-55   | Neil Johnston (3)          | Philadelphia Warriors   | Vern Mikkelsen (4)       | Minneapolis Lakers      | No hubo tercer equipo | No hubo tercer equipo | No hubo tercer equipo |
| 1954-55   | Bob Cousy (4)              | Boston Celtics          | Harry Gallatin (2)       | New York Knicks         | No hubo tercer equipo | No hubo tercer equipo | No hubo tercer equipo |
| 1954-55   | Dolph Schayes (6)          | Syracuse Nationals      | Paul Seymour (2)         | Syracuse Nationals      | No hubo tercer equipo | No hubo tercer equipo | No hubo tercer equipo |
| 1954-55   | Bob Pettit                 | Milwaukee Hawks         | Slater Martin            | Minneapolis Lakers      | No hubo tercer equipo | No hubo tercer equipo | No hubo tercer equipo |
| 1954-55   | Larry Foust (2)            | Fort Wayne Pistons      | Bill Sharman (2)         | Boston Celtics          | No hubo tercer equipo | No hubo tercer equipo | No hubo tercer equipo |
| 1955-56   | Bob Pettit (2)             | St. Louis Hawks         | Dolph Schayes (7)        | Syracuse Nationals      | No hubo tercer equipo | No hubo tercer equipo | No hubo tercer equipo |
| 1955-56   | Paul Arizin (2)            | Philadelphia Warriors   | Maurice Stokes           | Rochester Royals        | No hubo tercer equipo | No hubo tercer equipo | No hubo tercer equipo |
| 1955-56   | Neil Johnston (4)          | Philadelphia Warriors   | Clyde Lovellette         | Minneapolis Lakers      | No hubo tercer equipo | No hubo tercer equipo | No hubo tercer equipo |
| 1955-56   | Bob Cousy (5)              | Boston Celtics          | Slater Martin (2)        | Minneapolis Lakers      | No hubo tercer equipo | No hubo tercer equipo | No hubo tercer equipo |
| 1955-56   | Bill Sharman (3)           | Boston Celtics          | Jack George              | Philadelphia Warriors   | No hubo tercer equipo | No hubo tercer equipo | No hubo tercer equipo |
| 1956-57   | Paul Arizin (3)            | Philadelphia Warriors   | George Yardley           | Fort Wayne Pistons      | No hubo tercer equipo | No hubo tercer equipo | No hubo tercer equipo |
| 1956-57   | Dolph Schayes (8)          | Syracuse Nationals      | Maurice Stokes (2)       | Rochester Royals        | No hubo tercer equipo | No hubo tercer equipo | No hubo tercer equipo |
| 1956-57   | Bob Pettit (3)             | St. Louis Hawks         | Neil Johnston (5)        | Philadelphia Warriors   | No hubo tercer equipo | No hubo tercer equipo | No hubo tercer equipo |
| 1956-57   | Bob Cousy (6)              | Boston Celtics          | Dick Garmaker            | Minneapolis Lakers      | No hubo tercer equipo | No hubo tercer equipo | No hubo tercer equipo |
| 1956-57   | Bill Sharman (4)           | Boston Celtics          | Slater Martin (3)        | St. Louis Hawks         | No hubo tercer equipo | No hubo tercer equipo | No hubo tercer equipo |
| 1957-58   | Dolph Schayes (9)          | Syracuse Nationals      | Cliff Hagan              | St. Louis Hawks         | No hubo tercer equipo | No hubo tercer equipo | No hubo tercer equipo |
| 1957-58   | George Yardley (2)         | Fort Wayne Pistons      | Maurice Stokes (3)       | Cincinnati Royals       | No hubo tercer equipo | No hubo tercer equipo | No hubo tercer equipo |
| 1957-58   | Bob Pettit (4)             | St. Louis Hawks         | Bill Russell             | Boston Celtics          | No hubo tercer equipo | No hubo tercer equipo | No hubo tercer equipo |
| 1957-58   | Bob Cousy (7)              | Boston Celtics          | Tom Gola                 | Philadelphia Warriors   | No hubo tercer equipo | No hubo tercer equipo | No hubo tercer equipo |
| 1957-58   | Bill Sharman (5)           | Boston Celtics          | Slater Martin (4)        | St. Louis Hawks         | No hubo tercer equipo | No hubo tercer equipo | No hubo tercer equipo |
| 1958-59   | Bob Pettit (5)             | St. Louis Hawks         | Paul Arizin (4)          | Philadelphia Warriors   | No hubo tercer equipo | No hubo tercer equipo | No hubo tercer equipo |
| 1958-59   | Elgin Baylor               | Minneapolis Lakers      | Cliff Hagan (2)          | St. Louis Hawks         | No hubo tercer equipo | No hubo tercer equipo | No hubo tercer equipo |
| 1958-59   | Bill Russell (2)           | Boston Celtics          | Dolph Schayes (10)       | Syracuse Nationals      | No hubo tercer equipo | No hubo tercer equipo | No hubo tercer equipo |
| 1958-59   | Bob Cousy (8)              | Boston Celtics          | Slater Martin (5)        | St. Louis Hawks         | No hubo tercer equipo | No hubo tercer equipo | No hubo tercer equipo |
| 1958-59   | Bill Sharman (6)           | Boston Celtics          | Richie Guerin            | New York Knicks         | No hubo tercer equipo | No hubo tercer equipo | No hubo tercer equipo |
| 1959-60   | Bob Pettit (6)             | St. Louis Hawks         | Jack Twyman              | Cincinnati Royals       | No hubo tercer equipo | No hubo tercer equipo | No hubo tercer equipo |
| 1959-60   | Elgin Baylor (2)           | Minneapolis Lakers      | Dolph Schayes (11)       | Syracuse Nationals      | No hubo tercer equipo | No hubo tercer equipo | No hubo tercer equipo |
| 1959-60   | Wilt Chamberlain           | Philadelphia Warriors   | Bill Russell (3)         | Boston Celtics          | No hubo tercer equipo | No hubo tercer equipo | No hubo tercer equipo |
| 1959-60   | Bob Cousy (9)              | Boston Celtics          | Richie Guerin (2)        | New York Knicks         | No hubo tercer equipo | No hubo tercer equipo | No hubo tercer equipo |
| 1959-60   | Gene Shue                  | Detroit Pistons         | Bill Sharman (7)         | Boston Celtics          | No hubo tercer equipo | No hubo tercer equipo | No hubo tercer equipo |
| 1960-61   | Elgin Baylor (3)           | Los Angeles Lakers      | Dolph Schayes (12)       | Syracuse Nationals      | No hubo tercer equipo | No hubo tercer equipo | No hubo tercer equipo |
| 1960-61   | Bob Pettit (7)             | St. Louis Hawks         | Tom Heinsohn             | Boston Celtics          | No hubo tercer equipo | No hubo tercer equipo | No hubo tercer equipo |
| 1960-61   | Wilt Chamberlain (2)       | Philadelphia Warriors   | Bill Russell (4)         | Boston Celtics          | No hubo tercer equipo | No hubo tercer equipo | No hubo tercer equipo |
| 1960-61   | Bob Cousy (10)             | Boston Celtics          | Larry Costello           | Syracuse Nationals      | No hubo tercer equipo | No hubo tercer equipo | No hubo tercer equipo |
| 1960-61   | Oscar Robertson            | Cincinnati Royals       | Gene Shue (2)            | Detroit Pistons         | No hubo tercer equipo | No hubo tercer equipo | No hubo tercer equipo |
| 1961-62   | Bob Pettit (8)             | St. Louis Hawks         | Tom Heinsohn (2)         | Boston Celtics          | No hubo tercer equipo | No hubo tercer equipo | No hubo tercer equipo |
| 1961-62   | Elgin Baylor (3)           | Los Angeles Lakers      | Jack Twyman (2)          | Cincinnati Royals       | No hubo tercer equipo | No hubo tercer equipo | No hubo tercer equipo |
| 1961-62   | Wilt Chamberlain (3)       | Philadelphia Warriors   | Bill Russell (5)         | Boston Celtics          | No hubo tercer equipo | No hubo tercer equipo | No hubo tercer equipo |
| 1961-62   | Jerry West                 | Los Angeles Lakers      | Richie Guerin (3)        | New York Knicks         | No hubo tercer equipo | No hubo tercer equipo | No hubo tercer equipo |
| 1961-62   | Oscar Robertson (2)        | Cincinnati Royals       | Bob Cousy (11)           | Boston Celtics          | No hubo tercer equipo | No hubo tercer equipo | No hubo tercer equipo |
| 1962-63   | Elgin Baylor (4)           | Los Angeles Lakers      | Tom Heinsohn (3)         | Boston Celtics          | No hubo tercer equipo | No hubo tercer equipo | No hubo tercer equipo |
| 1962-63   | Bob Pettit (9)             | St. Louis Hawks         | Bailey Howell            | Detroit Pistons         | No hubo tercer equipo | No hubo tercer equipo | No hubo tercer equipo |
| 1962-63   | Bill Russell (6)           | Boston Celtics          | Wilt Chamberlain (4)     | San Francisco Warriors  | No hubo tercer equipo | No hubo tercer equipo | No hubo tercer equipo |
| 1962-63   | Oscar Robertson (3)        | Cincinnati Royals       | Bob Cousy (12)           | Boston Celtics          | No hubo tercer equipo | No hubo tercer equipo | No hubo tercer equipo |
| 1962-63   | Jerry West (2)             | Los Angeles Lakers      | Hal Greer                | Syracuse Nationals      | No hubo tercer equipo | No hubo tercer equipo | No hubo tercer equipo |
| 1963-64   | Elgin Baylor (5)           | Los Angeles Lakers      | Tom Heinsohn (4)         | Boston Celtics          | No hubo tercer equipo | No hubo tercer equipo | No hubo tercer equipo |
| 1963-64   | Bob Pettit (10)            | St. Louis Hawks         | Jerry Lucas              | Cincinnati Royals       | No hubo tercer equipo | No hubo tercer equipo | No hubo tercer equipo |
| 1963-64   | Wilt Chamberlain (5)       | San Francisco Warriors  | Bill Russell (7)         | Boston Celtics          | No hubo tercer equipo | No hubo tercer equipo | No hubo tercer equipo |
| 1963-64   | Oscar Robertson (4)        | Cincinnati Royals       | John Havlicek            | Boston Celtics          | No hubo tercer equipo | No hubo tercer equipo | No hubo tercer equipo |
| 1963-64   | Jerry West (3)             | Los Angeles Lakers      | Hal Greer (2)            | Philadelphia 76ers      | No hubo tercer equipo | No hubo tercer equipo | No hubo tercer equipo |
| 1964-65   | Elgin Baylor (6)           | Los Angeles Lakers      | Bob Pettit (11)          | St. Louis Hawks         | No hubo tercer equipo | No hubo tercer equipo | No hubo tercer equipo |
| 1964-65   | Jerry Lucas (2)            | Cincinnati Royals       | Gus Johnson              | Baltimore Bullets       | No hubo tercer equipo | No hubo tercer equipo | No hubo tercer equipo |
| 1964-65   | Bill Russell (8)           | Boston Celtics          | Wilt Chamberlain (6)     | Philadelphia 76ers      | No hubo tercer equipo | No hubo tercer equipo | No hubo tercer equipo |
| 1964-65   | Oscar Robertson (5)        | Cincinnati Royals       | Sam Jones                | Boston Celtics          | No hubo tercer equipo | No hubo tercer equipo | No hubo tercer equipo |
| 1964-65   | Jerry West (4)             | Los Angeles Lakers      | Hal Greer (3)            | Philadelphia 76ers      | No hubo tercer equipo | No hubo tercer equipo | No hubo tercer equipo |
| 1965-66   | Rick Barry                 | San Francisco Warriors  | John Havlicek (2)        | Boston Celtics          | No hubo tercer equipo | No hubo tercer equipo | No hubo tercer equipo |
| 1965-66   | Jerry Lucas (3)            | Cincinnati Royals       | Gus Johnson (2)          | Baltimore Bullets       | No hubo tercer equipo | No hubo tercer equipo | No hubo tercer equipo |
| 1965-66   | Wilt Chamberlain (7)       | Philadelphia 76ers      | Bill Russell (9)         | Boston Celtics          | No hubo tercer equipo | No hubo tercer equipo | No hubo tercer equipo |
| 1965-66   | Oscar Robertson (6)        | Cincinnati Royals       | Sam Jones (2)            | Boston Celtics          | No hubo tercer equipo | No hubo tercer equipo | No hubo tercer equipo |
| 1965-66   | Jerry West (5)             | Los Angeles Lakers      | Hal Greer (4)            | Philadelphia 76ers      | No hubo tercer equipo | No hubo tercer equipo | No hubo tercer equipo |
| 1966-67   | Rick Barry (2)             | San Francisco Warriors  | Willis Reed              | New York Knicks         | No hubo tercer equipo | No hubo tercer equipo | No hubo tercer equipo |
| 1966-67   | Elgin Baylor (7)           | Los Angeles Lakers      | Jerry Lucas (4)          | Cincinnati Royals       | No hubo tercer equipo | No hubo tercer equipo | No hubo tercer equipo |
| 1966-67   | Wilt Chamberlain (8)       | Philadelphia 76ers      | Bill Russell (10)        | Boston Celtics          | No hubo tercer equipo | No hubo tercer equipo | No hubo tercer equipo |
| 1966-67   | Jerry West (6)             | Los Angeles Lakers      | Hal Greer (5)            | Philadelphia 76ers      | No hubo tercer equipo | No hubo tercer equipo | No hubo tercer equipo |
| 1966-67   | Oscar Robertson (7)        | Cincinnati Royals       | Sam Jones (3)            | Boston Celtics          | No hubo tercer equipo | No hubo tercer equipo | No hubo tercer equipo |
| 1967-68   | Elgin Baylor (8)           | Los Angeles Lakers      | Willis Reed (2)          | New York Knicks         | No hubo tercer equipo | No hubo tercer equipo | No hubo tercer equipo |
| 1967-68   | Jerry Lucas (5)            | Cincinnati Royals       | John Havlicek (3)        | Boston Celtics          | No hubo tercer equipo | No hubo tercer equipo | No hubo tercer equipo |
| 1967-68   | Wilt Chamberlain (9)       | Philadelphia 76ers      | Bill Russell (11)        | Boston Celtics          | No hubo tercer equipo | No hubo tercer equipo | No hubo tercer equipo |
| 1967-68   | Dave Bing                  | Detroit Pistons         | Hal Greer (6)            | Philadelphia 76ers      | No hubo tercer equipo | No hubo tercer equipo | No hubo tercer equipo |
| 1967-68   | Oscar Robertson (8)        | Cincinnati Royals       | Jerry West (7)           | Los Angeles Lakers      | No hubo tercer equipo | No hubo tercer equipo | No hubo tercer equipo |
| 1968-69   | Billy Cunningham           | Philadelphia 76ers      | John Havlicek (4)        | Boston Celtics          | No hubo tercer equipo | No hubo tercer equipo | No hubo tercer equipo |
| 1968-69   | Elgin Baylor (9)           | Los Angeles Lakers      | Dave DeBusschere         | New York Knicks         | No hubo tercer equipo | No hubo tercer equipo | No hubo tercer equipo |
| 1968-69   | Wes Unseld                 | Baltimore Bullets       | Willis Reed (3)          | New York Knicks         | No hubo tercer equipo | No hubo tercer equipo | No hubo tercer equipo |
| 1968-69   | Earl Monroe                | Baltimore Bullets       | Hal Greer (7)            | Philadelphia 76ers      | No hubo tercer equipo | No hubo tercer equipo | No hubo tercer equipo |
| 1968-69   | Oscar Robertson (9)        | Cincinnati Royals       | Jerry West (8)           | Los Angeles Lakers      | No hubo tercer equipo | No hubo tercer equipo | No hubo tercer equipo |
| 1969-70   | Billy Cunningham (2)       | Philadelphia 76ers      | John Havlicek (5)        | Boston Celtics          | No hubo tercer equipo | No hubo tercer equipo | No hubo tercer equipo |
| 1969-70   | Connie Hawkins             | Atlanta Hawks           | Gus Johnson (3)          | Baltimore Bullets       | No hubo tercer equipo | No hubo tercer equipo | No hubo tercer equipo |
| 1969-70   | Willis Reed (4)            | New York Knicks         | Lew Alcindor             | Milwaukee Bucks         | No hubo tercer equipo | No hubo tercer equipo | No hubo tercer equipo |
| 1969-70   | Jerry West (9)             | Los Angeles Lakers      | Lou Hudson               | Atlanta Hawks           | No hubo tercer equipo | No hubo tercer equipo | No hubo tercer equipo |
| 1969-70   | Walt Frazier               | New York Knicks         | Oscar Robertson (10)     | Cincinnati Royals       | No hubo tercer equipo | No hubo tercer equipo | No hubo tercer equipo |
| 1970-71   | John Havlicek (6)          | Boston Celtics          | Gus Johnson (4)          | Baltimore Bullets       | No hubo tercer equipo | No hubo tercer equipo | No hubo tercer equipo |
| 1970-71   | Billy Cunningham (3)       | Philadelphia 76ers      | Bob Love                 | Chicago Bulls           | No hubo tercer equipo | No hubo tercer equipo | No hubo tercer equipo |
| 1970-71   | Lew Alcindor (2)           | Milwaukee Bucks         | Willis Reed (5)          | New York Knicks         | No hubo tercer equipo | No hubo tercer equipo | No hubo tercer equipo |
| 1970-71   | Jerry West (10)            | Los Angeles Lakers      | Walt Frazier (2)         | New York Knicks         | No hubo tercer equipo | No hubo tercer equipo | No hubo tercer equipo |
| 1970-71   | Dave Bing (2)              | Detroit Pistons         | Oscar Robertson (11)     | Milwaukee Bucks         | No hubo tercer equipo | No hubo tercer equipo | No hubo tercer equipo |
| 1971-72   | John Havlicek (7)          | Boston Celtics          | Bob Love (2)             | Chicago Bulls           | No hubo tercer equipo | No hubo tercer equipo | No hubo tercer equipo |
| 1971-72   | Spencer Haywood            | Seattle SuperSonics     | Billy Cunningham (4)     | Philadelphia 76ers      | No hubo tercer equipo | No hubo tercer equipo | No hubo tercer equipo |
| 1971-72   | Kareem Abdul-Jabbar (3)    | Milwaukee Bucks         | Wilt Chamberlain (10)    | Los Angeles Lakers      | No hubo tercer equipo | No hubo tercer equipo | No hubo tercer equipo |
| 1971-72   | Jerry West (11)            | Los Angeles Lakers      | Nate Archibald           | Cincinnati Royals       | No hubo tercer equipo | No hubo tercer equipo | No hubo tercer equipo |
| 1971-72   | Walt Frazier (3)           | New York Knicks         | Archie Clark             | Baltimore Bullets       | No hubo tercer equipo | No hubo tercer equipo | No hubo tercer equipo |
| 1972-73   | John Havlicek (8)          | Boston Celtics          | Elvin Hayes              | Baltimore Bullets       | No hubo tercer equipo | No hubo tercer equipo | No hubo tercer equipo |
| 1972-73   | Spencer Haywood (2)        | Seattle SuperSonics     | Rick Barry (3)           | Golden State Warriors   | No hubo tercer equipo | No hubo tercer equipo | No hubo tercer equipo |
| 1972-73   | Kareem Abdul-Jabbar (4)    | Milwaukee Bucks         | Dave Cowens              | Boston Celtics          | No hubo tercer equipo | No hubo tercer equipo | No hubo tercer equipo |
| 1972-73   | Nate Archibald (2)         | Kansas City-Omaha Kings | Walt Frazier (4)         | New York Knicks         | No hubo tercer equipo | No hubo tercer equipo | No hubo tercer equipo |
| 1972-73   | Jerry West (12)            | Los Angeles Lakers      | Pete Maravich            | Atlanta Hawks           | No hubo tercer equipo | No hubo tercer equipo | No hubo tercer equipo |
| 1973-74   | John Havlicek (9)          | Boston Celtics          | Elvin Hayes (2)          | Capital Bullets         | No hubo tercer equipo | No hubo tercer equipo | No hubo tercer equipo |
| 1973-74   | Rick Barry (4)             | Golden State Warriors   | Spencer Haywood (3)      | Seattle SuperSonics     | No hubo tercer equipo | No hubo tercer equipo | No hubo tercer equipo |
| 1973-74   | Kareem Abdul-Jabbar (5)    | Milwaukee Bucks         | Bob McAdoo               | Buffalo Braves          | No hubo tercer equipo | No hubo tercer equipo | No hubo tercer equipo |
| 1973-74   | Walt Frazier (5)           | New York Knicks         | Dave Bing (3)            | Detroit Pistons         | No hubo tercer equipo | No hubo tercer equipo | No hubo tercer equipo |
| 1973-74   | Gail Goodrich              | Los Angeles Lakers      | Norm Van Lier            | Chicago Bulls           | No hubo tercer equipo | No hubo tercer equipo | No hubo tercer equipo |
| 1974-75   | Rick Barry (5)             | Golden State Warriors   | John Havlicek (10)       | Boston Celtics          | No hubo tercer equipo | No hubo tercer equipo | No hubo tercer equipo |
| 1974-75   | Elvin Hayes (3)            | Washington Bullets      | Spencer Haywood (4)      | Seattle SuperSonics     | No hubo tercer equipo | No hubo tercer equipo | No hubo tercer equipo |
| 1974-75   | Bob McAdoo (2)             | Buffalo Braves          | Dave Cowens (2)          | Boston Celtics          | No hubo tercer equipo | No hubo tercer equipo | No hubo tercer equipo |
| 1974-75   | Nate Archibald (3)         | Kansas City-Omaha Kings | Phil Chenier             | Washington Bullets      | No hubo tercer equipo | No hubo tercer equipo | No hubo tercer equipo |
| 1974-75   | Walt Frazier (6)           | New York Knicks         | Jo Jo White              | Boston Celtics          | No hubo tercer equipo | No hubo tercer equipo | No hubo tercer equipo |
| 1975-76   | Rick Barry (6)             | Golden State Warriors   | Elvin Hayes (4)          | Washington Bullets      | No hubo tercer equipo | No hubo tercer equipo | No hubo tercer equipo |
| 1975-76   | George McGinnis            | Philadelphia 76ers      | John Havlicek (11)       | Boston Celtics          | No hubo tercer equipo | No hubo tercer equipo | No hubo tercer equipo |
| 1975-76   | Kareem Abdul-Jabbar (6)    | Los Angeles Lakers      | Dave Cowens (3)          | Boston Celtics          | No hubo tercer equipo | No hubo tercer equipo | No hubo tercer equipo |
| 1975-76   | Nate Archibald (4)         | Kansas City Kings       | Randy Smith              | Buffalo Braves          | No hubo tercer equipo | No hubo tercer equipo | No hubo tercer equipo |
| 1975-76   | Pete Maravich (2)          | New Orleans Jazz        | Phil Smith               | Golden State Warriors   | No hubo tercer equipo | No hubo tercer equipo | No hubo tercer equipo |
| 1976-77   | Elvin Hayes (5)            | Washington Bullets      | Julius Erving            | Philadelphia 76ers      | No hubo tercer equipo | No hubo tercer equipo | No hubo tercer equipo |
| 1976-77   | David Thompson             | Denver Nuggets          | George McGinnis (2)      | Philadelphia 76ers      | No hubo tercer equipo | No hubo tercer equipo | No hubo tercer equipo |
| 1976-77   | Kareem Abdul-Jabbar (7)    | Los Angeles Lakers      | Bill Walton              | Portland Trail Blazers  | No hubo tercer equipo | No hubo tercer equipo | No hubo tercer equipo |
| 1976-77   | Pete Maravich (3)          | New Orleans Jazz        | George Gervin            | San Antonio Spurs       | No hubo tercer equipo | No hubo tercer equipo | No hubo tercer equipo |
| 1976-77   | Paul Westphal              | Phoenix Suns            | Jo Jo White (2)          | Boston Celtics          | No hubo tercer equipo | No hubo tercer equipo | No hubo tercer equipo |
| 1977-78   | Truck Robinson             | New Orleans Jazz        | Walter Davis             | Phoenix Suns            | No hubo tercer equipo | No hubo tercer equipo | No hubo tercer equipo |
| 1977-78   | Julius Erving (2)          | Philadelphia 76ers      | Maurice Lucas            | Portland Trail Blazers  | No hubo tercer equipo | No hubo tercer equipo | No hubo tercer equipo |
| 1977-78   | Bill Walton (2)            | Portland Trail Blazers  | Kareem Abdul-Jabbar (8)  | Los Angeles Lakers      | No hubo tercer equipo | No hubo tercer equipo | No hubo tercer equipo |
| 1977-78   | George Gervin (2)          | San Antonio Spurs       | Paul Westphal (2)        | Phoenix Suns            | No hubo tercer equipo | No hubo tercer equipo | No hubo tercer equipo |
| 1977-78   | David Thompson (2)         | Denver Nuggets          | Pete Maravich (3)        | New Orleans Jazz        | No hubo tercer equipo | No hubo tercer equipo | No hubo tercer equipo |
| 1978-79   | Marques Johnson            | Milwaukee Bucks         | Walter Davis (2)         | Phoenix Suns            | No hubo tercer equipo | No hubo tercer equipo | No hubo tercer equipo |
| 1978-79   | Elvin Hayes (6)            | Washington Bullets      | Bobby Dandridge          | Washington Bullets      | No hubo tercer equipo | No hubo tercer equipo | No hubo tercer equipo |
| 1978-79   | Moses Malone               | Houston Rockets         | Kareem Abdul-Jabbar (9)  | Los Angeles Lakers      | No hubo tercer equipo | No hubo tercer equipo | No hubo tercer equipo |
| 1978-79   | George Gervin (3)          | San Antonio Spurs       | Lloyd Free               | San Diego Clippers      | No hubo tercer equipo | No hubo tercer equipo | No hubo tercer equipo |
| 1978-79   | Paul Westphal (3)          | Phoenix Suns            | Phil Ford                | Kansas City Kings       | No hubo tercer equipo | No hubo tercer equipo | No hubo tercer equipo |
| 1979-80   | Julius Erving (3)          | Philadelphia 76ers      | Dan Roundfield           | Atlanta Hawks           | No hubo tercer equipo | No hubo tercer equipo | No hubo tercer equipo |
| 1979-80   | Larry Bird                 | Boston Celtics          | Marques Johnson (2)      | Milwaukee Bucks         | No hubo tercer equipo | No hubo tercer equipo | No hubo tercer equipo |
| 1979-80   | Kareem Abdul-Jabbar (10)   | Los Angeles Lakers      | Moses Malone (2)         | Houston Rockets         | No hubo tercer equipo | No hubo tercer equipo | No hubo tercer equipo |
| 1979-80   | George Gervin (4)          | San Antonio Spurs       | Dennis Johnson           | Seattle SuperSonics     | No hubo tercer equipo | No hubo tercer equipo | No hubo tercer equipo |
| 1979-80   | Paul Westphal (4)          | Phoenix Suns            | Gus Williams             | Seattle SuperSonics     | No hubo tercer equipo | No hubo tercer equipo | No hubo tercer equipo |
| 1980-81   | Julius Erving (4)          | Philadelphia 76ers      | Marques Johnson (3)      | Milwaukee Bucks         | No hubo tercer equipo | No hubo tercer equipo | No hubo tercer equipo |
| 1980-81   | Larry Bird (2)             | Boston Celtics          | Adrian Dantley           | Utah Jazz               | No hubo tercer equipo | No hubo tercer equipo | No hubo tercer equipo |
| 1980-81   | Kareem Abdul-Jabbar (11)   | Los Angeles Lakers      | Moses Malone (3)         | Houston Rockets         | No hubo tercer equipo | No hubo tercer equipo | No hubo tercer equipo |
| 1980-81   | George Gervin (5)          | San Antonio Spurs       | Otis Birdsong            | Kansas City Kings       | No hubo tercer equipo | No hubo tercer equipo | No hubo tercer equipo |
| 1980-81   | Dennis Johnson (2)         | Phoenix Suns            | Nate Archibald (5)       | Boston Celtics          | No hubo tercer equipo | No hubo tercer equipo | No hubo tercer equipo |
| 1981-82   | Larry Bird (3)             | Boston Celtics          | Alex English             | Denver Nuggets          | No hubo tercer equipo | No hubo tercer equipo | No hubo tercer equipo |
| 1981-82   | Julius Erving (5)          | Philadelphia 76ers      | Bernard King             | Golden State Warriors   | No hubo tercer equipo | No hubo tercer equipo | No hubo tercer equipo |
| 1981-82   | Moses Malone (4)           | Houston Rockets         | Robert Parish            | Boston Celtics          | No hubo tercer equipo | No hubo tercer equipo | No hubo tercer equipo |
| 1981-82   | George Gervin (6)          | San Antonio Spurs       | Magic Johnson            | Los Angeles Lakers      | No hubo tercer equipo | No hubo tercer equipo | No hubo tercer equipo |
| 1981-82   | Gus Williams (2)           | Seattle SuperSonics     | Sidney Moncrief          | Milwaukee Bucks         | No hubo tercer equipo | No hubo tercer equipo | No hubo tercer equipo |
| 1982-83   | Larry Bird (4)             | Boston Celtics          | Alex English (2)         | Denver Nuggets          | No hubo tercer equipo | No hubo tercer equipo | No hubo tercer equipo |
| 1982-83   | Julius Erving (6)          | Philadelphia 76ers      | Buck Williams            | New Jersey Nets         | No hubo tercer equipo | No hubo tercer equipo | No hubo tercer equipo |
| 1982-83   | Moses Malone (5)           | Philadelphia 76ers      | Kareem Abdul-Jabbar (12) | Los Angeles Lakers      | No hubo tercer equipo | No hubo tercer equipo | No hubo tercer equipo |
| 1982-83   | Magic Johnson (2)          | Los Angeles Lakers      | George Gervin (7)        | San Antonio Spurs       | No hubo tercer equipo | No hubo tercer equipo | No hubo tercer equipo |
| 1982-83   | Sidney Moncrief (2)        | Milwaukee Bucks         | Isiah Thomas             | Detroit Pistons         | No hubo tercer equipo | No hubo tercer equipo | No hubo tercer equipo |
| 1983-84   | Larry Bird (5)             | Boston Celtics          | Adrian Dantley (2)       | Utah Jazz               | No hubo tercer equipo | No hubo tercer equipo | No hubo tercer equipo |
| 1983-84   | Bernard King (2)           | New York Knicks         | Julius Erving (7)        | Philadelphia 76ers      | No hubo tercer equipo | No hubo tercer equipo | No hubo tercer equipo |
| 1983-84   | Kareem Abdul-Jabbar (13)   | Los Angeles Lakers      | Moses Malone (6)         | Philadelphia 76ers      | No hubo tercer equipo | No hubo tercer equipo | No hubo tercer equipo |
| 1983-84   | Magic Johnson (3)          | Los Angeles Lakers      | Sidney Moncrief (3)      | Milwaukee Bucks         | No hubo tercer equipo | No hubo tercer equipo | No hubo tercer equipo |
| 1983-84   | Isiah Thomas (2)           | Detroit Pistons         | Jim Paxson               | Portland Trail Blazers  | No hubo tercer equipo | No hubo tercer equipo | No hubo tercer equipo |
| 1984-85   | Larry Bird (6)             | Boston Celtics          | Terry Cummings           | Milwaukee Bucks         | No hubo tercer equipo | No hubo tercer equipo | No hubo tercer equipo |
| 1984-85   | Bernard King (3)           | New York Knicks         | Ralph Sampson            | Houston Rockets         | No hubo tercer equipo | No hubo tercer equipo | No hubo tercer equipo |
| 1984-85   | Moses Malone (7)           | Philadelphia 76ers      | Kareem Abdul-Jabbar (14) | Los Angeles Lakers      | No hubo tercer equipo | No hubo tercer equipo | No hubo tercer equipo |
| 1984-85   | Magic Johnson (4)          | Los Angeles Lakers      | Michael Jordan           | Chicago Bulls           | No hubo tercer equipo | No hubo tercer equipo | No hubo tercer equipo |
| 1984-85   | Isiah Thomas (3)           | Detroit Pistons         | Sidney Moncrief (4)      | Milwaukee Bucks         | No hubo tercer equipo | No hubo tercer equipo | No hubo tercer equipo |
| 1985-86   | Larry Bird (7)             | Boston Celtics          | Charles Barkley          | Philadelphia 76ers      | No hubo tercer equipo | No hubo tercer equipo | No hubo tercer equipo |
| 1985-86   | Dominique Wilkins          | Atlanta Hawks           | Alex English (3)         | Denver Nuggets          | No hubo tercer equipo | No hubo tercer equipo | No hubo tercer equipo |
| 1985-86   | Kareem Abdul-Jabbar (15)   | Los Angeles Lakers      | Akeem Olajuwon           | Houston Rockets         | No hubo tercer equipo | No hubo tercer equipo | No hubo tercer equipo |
| 1985-86   | Magic Johnson (5)          | Los Angeles Lakers      | Sidney Moncrief (5)      | Milwaukee Bucks         | No hubo tercer equipo | No hubo tercer equipo | No hubo tercer equipo |
| 1985-86   | Isiah Thomas (4)           | Detroit Pistons         | Alvin Robertson          | San Antonio Spurs       | No hubo tercer equipo | No hubo tercer equipo | No hubo tercer equipo |
| 1986-87   | Larry Bird (8)             | Boston Celtics          | Dominique Wilkins (2)    | Atlanta Hawks           | No hubo tercer equipo | No hubo tercer equipo | No hubo tercer equipo |
| 1986-87   | Kevin McHale               | Boston Celtics          | Charles Barkley (2)      | Philadelphia 76ers      | No hubo tercer equipo | No hubo tercer equipo | No hubo tercer equipo |
| 1986-87   | Akeem Olajuwon (2)         | Houston Rockets         | Moses Malone (8)         | Washington Bullets      | No hubo tercer equipo | No hubo tercer equipo | No hubo tercer equipo |
| 1986-87   | Magic Johnson (5)          | Los Angeles Lakers      | Isiah Thomas (5)         | Detroit Pistons         | No hubo tercer equipo | No hubo tercer equipo | No hubo tercer equipo |
| 1986-87   | Michael Jordan (2)         | Chicago Bulls           | Lafayette Lever          | Denver Nuggets          | No hubo tercer equipo | No hubo tercer equipo | No hubo tercer equipo |
| 1987-88   | Larry Bird (9)             | Boston Celtics          | Karl Malone              | Utah Jazz               | No hubo tercer equipo | No hubo tercer equipo | No hubo tercer equipo |
| 1987-88   | Charles Barkley (3)        | Philadelphia 76ers      | Dominique Wilkins (3)    | Atlanta Hawks           | No hubo tercer equipo | No hubo tercer equipo | No hubo tercer equipo |
| 1987-88   | Akeem Olajuwon (3)         | Houston Rockets         | Patrick Ewing            | New York Knicks         | No hubo tercer equipo | No hubo tercer equipo | No hubo tercer equipo |
| 1987-88   | Michael Jordan (3)         | Chicago Bulls           | Clyde Drexler            | Portland Trail Blazers  | No hubo tercer equipo | No hubo tercer equipo | No hubo tercer equipo |
| 1987-88   | Magic Johnson (6)          | Los Angeles Lakers      | John Stockton            | Utah Jazz               | No hubo tercer equipo | No hubo tercer equipo | No hubo tercer equipo |

### 1989-2023
| Temporada | Selecciones               | Selecciones            | Selecciones               | Selecciones            | Selecciones            | Selecciones            |
| Temporada | Primer equipo             | Primer equipo          | Segundo equipo            | Segundo equipo         | Tercer equipo          | Tercer equipo          |
| Temporada | Jugadores                 | Equipos                | Jugadores                 | Equipos                | Jugadores              | Equipos                |
| --------- | ------------------------- | ---------------------- | ------------------------- | ---------------------- | ---------------------- | ---------------------- |
| 1988-89   | Karl Malone (2)           | Utah Jazz              | Tom Chambers              | Phoenix Suns           | Dominique Wilkins (4)  | Atlanta Hawks          |
| 1988-89   | Charles Barkley (4)       | Philadelphia 76ers     | Chris Mullin              | Golden State Warriors  | Terry Cummings (2)     | Milwaukee Bucks        |
| 1988-89   | Akeem Olajuwon (4)        | Houston Rockets        | Patrick Ewing (2)         | New York Knicks        | Robert Parish (2)      | Boston Celtics         |
| 1988-89   | Michael Jordan (4)        | Chicago Bulls          | John Stockton (2)         | Utah Jazz              | Dale Ellis             | Seattle SuperSonics    |
| 1988-89   | Magic Johnson (7)         | Los Angeles Lakers     | Kevin Johnson             | Phoenix Suns           | Mark Price             | Cleveland Cavaliers    |
| 1989-90   | Karl Malone (3)           | Utah Jazz              | Larry Bird (10)           | Boston Celtics         | James Worthy           | Los Angeles Lakers     |
| 1989-90   | Charles Barkley (5)       | Philadelphia 76ers     | Tom Chambers (2)          | Phoenix Suns           | Chris Mullin (2)       | Golden State Warriors  |
| 1989-90   | Patrick Ewing (3)         | New York Knicks        | Akeem Olajuwon (5)        | Houston Rockets        | David Robinson         | San Antonio Spurs      |
| 1989-90   | Magic Johnson (8)         | Los Angeles Lakers     | John Stockton (3)         | Utah Jazz              | Clyde Drexler (2)      | Portland Trail Blazers |
| 1989-90   | Michael Jordan (5)        | Chicago Bulls          | Kevin Johnson (2)         | Phoenix Suns           | Joe Dumars             | Detroit Pistons        |
| 1990-91   | Karl Malone (4)           | Utah Jazz              | Dominique Wilkins (5)     | Atlanta Hawks          | James Worthy (2)       | Los Angeles Lakers     |
| 1990-91   | Charles Barkley (6)       | Philadelphia 76ers     | Chris Mullin (3)          | Golden State Warriors  | Bernard King (4)       | Washington Bullets     |
| 1990-91   | David Robinson (2)        | San Antonio Spurs      | Patrick Ewing (4)         | New York Knicks        | Hakeem Olajuwon (6)    | Houston Rockets        |
| 1990-91   | Michael Jordan (6)        | Chicago Bulls          | Kevin Johnson (3)         | Phoenix Suns           | John Stockton (4)      | Utah Jazz              |
| 1990-91   | Magic Johnson (9)         | Los Angeles Lakers     | Clyde Drexler (3)         | Portland Trail Blazers | Joe Dumars (2)         | Detroit Pistons        |
| 1991-92   | Karl Malone (5)           | Utah Jazz              | Scottie Pippen            | Chicago Bulls          | Dennis Rodman          | Detroit Pistons        |
| 1991-92   | Chris Mullin (4)          | Golden State Warriors  | Charles Barkley (7)       | Philadelphia 76ers     | Kevin Willis           | Atlanta Hawks          |
| 1991-92   | David Robinson (3)        | San Antonio Spurs      | Patrick Ewing (5)         | New York Knicks        | Brad Daugherty         | Cleveland Cavaliers    |
| 1991-92   | Michael Jordan (7)        | Chicago Bulls          | Tim Hardaway              | Golden State Warriors  | Mark Price (2)         | Cleveland Cavaliers    |
| 1991-92   | Clyde Drexler (4)         | Portland Trail Blazers | John Stockton (5)         | Utah Jazz              | Kevin Johnson (4)      | Phoenix Suns           |
| 1992-93   | Charles Barkley (8)       | Phoenix Suns           | Dominique Wilkins (6)     | Atlanta Hawks          | Scottie Pippen (2)     | Chicago Bulls          |
| 1992-93   | Karl Malone (6)           | Utah Jazz              | Larry Johnson             | Charlotte Hornets      | Derrick Coleman        | New Jersey Nets        |
| 1992-93   | Hakeem Olajuwon (7)       | Houston Rockets        | Patrick Ewing (6)         | New York Knicks        | David Robinson (4)     | San Antonio Spurs      |
| 1992-93   | Michael Jordan (8)        | Chicago Bulls          | John Stockton (6)         | Utah Jazz              | Tim Hardaway (2)       | Golden State Warriors  |
| 1992-93   | Mark Price (3)            | Cleveland Cavaliers    | Joe Dumars (3)            | Detroit Pistons        | Dražen Petrović        | New Jersey Nets        |
| 1993-94   | Scottie Pippen (3)        | Chicago Bulls          | Shawn Kemp                | Seattle SuperSonics    | Derrick Coleman (2)    | New Jersey Nets        |
| 1993-94   | Karl Malone (7)           | Utah Jazz              | Charles Barkley (9)       | Phoenix Suns           | Dominique Wilkins (7)  | Los Angeles Clippers   |
| 1993-94   | Hakeem Olajuwon (8)       | Houston Rockets        | David Robinson (5)        | San Antonio Spurs      | Shaquille O'Neal       | Orlando Magic          |
| 1993-94   | John Stockton (7)         | Utah Jazz              | Mitch Richmond            | Sacramento Kings       | Mark Price (4)         | Cleveland Cavaliers    |
| 1993-94   | Latrell Sprewell          | Golden State Warriors  | Kevin Johnson (5)         | Phoenix Suns           | Gary Payton            | Seattle SuperSonics    |
| 1994-95   | Karl Malone (8)           | Utah Jazz              | Charles Barkley (10)      | Phoenix Suns           | Detlef Schrempf        | Seattle SuperSonics    |
| 1994-95   | Scottie Pippen (4)        | Chicago Bulls          | Shawn Kemp (2)            | Seattle SuperSonics    | Dennis Rodman (2)      | San Antonio Spurs      |
| 1994-95   | David Robinson (6)        | San Antonio Spurs      | Shaquille O'Neal (2)      | Orlando Magic          | Hakeem Olajuwon (9)    | Houston Rockets        |
| 1994-95   | John Stockton (8)         | Utah Jazz              | Gary Payton (2)           | Seattle SuperSonics    | Reggie Miller          | Indiana Pacers         |
| 1994-95   | Penny Hardaway            | Orlando Magic          | Mitch Richmond (2)        | Sacramento Kings       | Clyde Drexler (5)      | Houston Rockets        |
| 1995-96   | Scottie Pippen (5)        | Chicago Bulls          | Shawn Kemp (3)            | Seattle SuperSonics    | Charles Barkley (11)   | Phoenix Suns           |
| 1995-96   | Karl Malone (9)           | Utah Jazz              | Grant Hill                | Detroit Pistons        | Juwan Howard           | Washington Bullets     |
| 1995-96   | David Robinson (7)        | San Antonio Spurs      | Hakeem Olajuwon (10)      | Houston Rockets        | Shaquille O'Neal (3)   | Orlando Magic          |
| 1995-96   | Michael Jordan (9)        | Chicago Bulls          | Gary Payton (3)           | Seattle SuperSonics    | Mitch Richmond (3)     | Sacramento Kings       |
| 1995-96   | Penny Hardaway (2)        | Orlando Magic          | John Stockton (9)         | Utah Jazz              | Reggie Miller (2)      | Indiana Pacers         |
| 1996-97   | Karl Malone (10)          | Utah Jazz              | Scottie Pippen (6)        | Chicago Bulls          | Anthony Mason          | Charlotte Hornets      |
| 1996-97   | Grant Hill (2)            | Detroit Pistons        | Glen Rice                 | Charlotte Hornets      | Vin Baker              | Milwaukee Bucks        |
| 1996-97   | Hakeem Olajuwon (11)      | Houston Rockets        | Patrick Ewing (7)         | New York Knicks        | Shaquille O'Neal (4)   | Los Angeles Lakers     |
| 1996-97   | Michael Jordan (10)       | Chicago Bulls          | Gary Payton (4)           | Seattle SuperSonics    | John Stockton (10)     | Utah Jazz              |
| 1996-97   | Tim Hardaway (3)          | Miami Heat             | Mitch Richmond (4)        | Sacramento Kings       | Penny Hardaway (3)     | Orlando Magic          |
| 1997-98   | Karl Malone (11)          | Utah Jazz              | Grant Hill (3)            | Detroit Pistons        | Scottie Pippen (7)     | Chicago Bulls          |
| 1997-98   | Tim Duncan                | San Antonio Spurs      | Vin Baker (2)             | Seattle SuperSonics    | Glen Rice (2)          | Charlotte Hornets      |
| 1997-98   | Shaquille O'Neal (5)      | Los Angeles Lakers     | David Robinson (8)        | San Antonio Spurs      | Dikembe Mutombo        | Atlanta Hawks          |
| 1997-98   | Michael Jordan (11)       | Chicago Bulls          | Tim Hardaway (4)          | Miami Heat             | Mitch Richmond (5)     | Sacramento Kings       |
| 1997-98   | Gary Payton (5)           | Seattle SuperSonics    | Rod Strickland            | Washington Bullets     | Reggie Miller (3)      | Indiana Pacers         |
| 1998-99   | Karl Malone (12)          | Utah Jazz              | Chris Webber              | Sacramento Kings       | Kevin Garnett          | Minnesota Timberwolves |
| 1998-99   | Tim Duncan (2)            | San Antonio Spurs      | Grant Hill (4)            | Detroit Pistons        | Antonio McDyess        | Denver Nuggets         |
| 1998-99   | Alonzo Mourning           | Miami Heat             | Shaquille O'Neal (6)      | Los Angeles Lakers     | Hakeem Olajuwon (12)   | Houston Rockets        |
| 1998-99   | Allen Iverson             | Philadelphia 76ers     | Gary Payton (6)           | Seattle SuperSonics    | Kobe Bryant            | Los Angeles Lakers     |
| 1998-99   | Jason Kidd                | Phoenix Suns           | Tim Hardaway (5)          | Miami Heat             | John Stockton (11)     | Utah Jazz              |
| 1999-00   | Tim Duncan (3)            | San Antonio Spurs      | Karl Malone (13)          | Utah Jazz              | Chris Webber (2)       | Sacramento Kings       |
| 1999-00   | Kevin Garnett (2)         | Minnesota Timberwolves | Grant Hill (5)            | Detroit Pistons        | Vince Carter           | Toronto Raptors        |
| 1999-00   | Shaquille O'Neal (7)      | Los Angeles Lakers     | Alonzo Mourning (2)       | Miami Heat             | David Robinson (9)     | San Antonio Spurs      |
| 1999-00   | Jason Kidd (2)            | Phoenix Suns           | Allen Iverson (2)         | Philadelphia 76ers     | Eddie Jones            | Charlotte Hornets      |
| 1999-00   | Gary Payton (7)           | Seattle SuperSonics    | Kobe Bryant (2)           | Los Angeles Lakers     | Stephon Marbury        | New Jersey Nets        |
| 2000-01   | Tim Duncan (4)            | San Antonio Spurs      | Kevin Garnett (3)         | Minnesota Timberwolves | Karl Malone (14)       | Utah Jazz              |
| 2000-01   | Chris Webber (3)          | Sacramento Kings       | Vince Carter (2)          | Toronto Raptors        | Dirk Nowitzki          | Dallas Mavericks       |
| 2000-01   | Shaquille O'Neal (8)      | Los Angeles Lakers     | Dikembe Mutombo (2)       | Philadelphia 76ers     | David Robinson (10)    | San Antonio Spurs      |
| 2000-01   | Allen Iverson (3)         | Philadelphia 76ers     | Kobe Bryant (3)           | Los Angeles Lakers     | Gary Payton (8)        | Seattle SuperSonics    |
| 2000-01   | Jason Kidd (3)            | Phoenix Suns           | Tracy McGrady             | Orlando Magic          | Ray Allen              | Milwaukee Bucks        |
| 2001-02   | Tim Duncan (5)            | San Antonio Spurs      | Kevin Garnett (4)         | Minnesota Timberwolves | Ben Wallace            | Detroit Pistons        |
| 2001-02   | Tracy McGrady (2)         | Orlando Magic          | Chris Webber (4)          | Sacramento Kings       | Jermaine O'Neal        | Indiana Pacers         |
| 2001-02   | Shaquille O'Neal (9)      | Los Angeles Lakers     | Dirk Nowitzki (2)         | Dallas Mavericks       | Dikembe Mutombo (3)    | Philadelphia 76ers     |
| 2001-02   | Jason Kidd (4)            | New Jersey Nets        | Gary Payton (9)           | Seattle SuperSonics    | Paul Pierce            | Boston Celtics         |
| 2001-02   | Kobe Bryant (4)           | Los Angeles Lakers     | Allen Iverson (4)         | Philadelphia 76ers     | Steve Nash             | Dallas Mavericks       |
| 2002-03   | Tim Duncan (6)            | San Antonio Spurs      | Dirk Nowitzki (3)         | Dallas Mavericks       | Paul Pierce (2)        | Boston Celtics         |
| 2002-03   | Kevin Garnett (5)         | Minnesota Timberwolves | Chris Webber (5)          | Sacramento Kings       | Jamal Mashburn         | New Orleans Hornets    |
| 2002-03   | Shaquille O'Neal (10)     | Los Angeles Lakers     | Ben Wallace (2)           | Detroit Pistons        | Jermaine O'Neal (2)    | Indiana Pacers         |
| 2002-03   | Kobe Bryant (5)           | Los Angeles Lakers     | Jason Kidd (5)            | New Jersey Nets        | Stephon Marbury (2)    | Phoenix Suns           |
| 2002-03   | Tracy McGrady (3)         | Orlando Magic          | Allen Iverson (5)         | Philadelphia 76ers     | Steve Nash (2)         | Dallas Mavericks       |
| 2003-04   | Kevin Garnett (6)         | Minnesota Timberwolves | Jermaine O'Neal (3)       | Indiana Pacers         | Dirk Nowitzki (4)      | Dallas Mavericks       |
| 2003-04   | Tim Duncan (7)            | San Antonio Spurs      | Peja Stojaković           | Sacramento Kings       | Ron Artest             | Indiana Pacers         |
| 2003-04   | Shaquille O'Neal (11)     | Los Angeles Lakers     | Ben Wallace (3)           | Detroit Pistons        | Yao Ming               | Houston Rockets        |
| 2003-04   | Kobe Bryant (6)           | Los Angeles Lakers     | Sam Cassell               | Minnesota Timberwolves | Michael Redd           | Milwaukee Bucks        |
| 2003-04   | Jason Kidd (6)            | New Jersey Nets        | Tracy McGrady (4)         | Orlando Magic          | Baron Davis            | New Orleans Hornets    |
| 2004-05   | Tim Duncan (8)            | San Antonio Spurs      | LeBron James              | Cleveland Cavaliers    | Tracy McGrady (5)      | Houston Rockets        |
| 2004-05   | Dirk Nowitzki (5)         | Dallas Mavericks       | Kevin Garnett (7)         | Minnesota Timberwolves | Shawn Marion           | Phoenix Suns           |
| 2004-05   | Shaquille O'Neal (12)     | Miami Heat             | Amare Stoudemire          | Phoenix Suns           | Ben Wallace (4)        | Detroit Pistons        |
| 2004-05   | Allen Iverson (6)         | Philadelphia 76ers     | Dwyane Wade               | Miami Heat             | Kobe Bryant (7)        | Los Angeles Lakers     |
| 2004-05   | Steve Nash (3)            | Phoenix Suns           | Ray Allen (2)             | Seattle SuperSonics    | Gilbert Arenas         | Washington Wizards     |
| 2005-06   | LeBron James (2)          | Cleveland Cavaliers    | Elton Brand               | Los Angeles Clippers   | Shawn Marion (2)       | Phoenix Suns           |
| 2005-06   | Dirk Nowitzki (6)         | Dallas Mavericks       | Tim Duncan (9)            | San Antonio Spurs      | Carmelo Anthony        | Denver Nuggets         |
| 2005-06   | Shaquille O'Neal (13)     | Miami Heat             | Ben Wallace (5)           | Detroit Pistons        | Yao Ming (2)           | Houston Rockets        |
| 2005-06   | Kobe Bryant (8)           | Los Angeles Lakers     | Chauncey Billups          | Detroit Pistons        | Allen Iverson (7)      | Philadelphia 76ers     |
| 2005-06   | Steve Nash (4)            | Phoenix Suns           | Dwyane Wade (2)           | Miami Heat             | Gilbert Arenas (2)     | Washington Wizards     |
| 2006-07   | Dirk Nowitzki (7)         | Dallas Mavericks       | LeBron James (3)          | Cleveland Cavaliers    | Kevin Garnett (8)      | Minnesota Timberwolves |
| 2006-07   | Tim Duncan (10)           | San Antonio Spurs      | Chris Bosh                | Toronto Raptors        | Carmelo Anthony (2)    | Denver Nuggets         |
| 2006-07   | Amare Stoudemire (2)      | Phoenix Suns           | Yao Ming (3)              | Houston Rockets        | Dwight Howard          | Orlando Magic          |
| 2006-07   | Steve Nash (5)            | Phoenix Suns           | Gilbert Arenas (3)        | Washington Wizards     | Dwyane Wade (3)        | Miami Heat             |
| 2006-07   | Kobe Bryant (9)           | Los Angeles Lakers     | Tracy McGrady (6)         | Houston Rockets        | Chauncey Billups (2)   | Detroit Pistons        |
| 2007-08   | Kevin Garnett (9)         | Boston Celtics         | Dirk Nowitzki (8)         | Dallas Mavericks       | Carlos Boozer          | Utah Jazz              |
| 2007-08   | LeBron James (4)          | Cleveland Cavaliers    | Tim Duncan (11)           | San Antonio Spurs      | Paul Pierce (3)        | Boston Celtics         |
| 2007-08   | Dwight Howard (2)         | Orlando Magic          | Amare Stoudemire (3)      | Phoenix Suns           | Yao Ming (4)           | Houston Rockets        |
| 2007-08   | Kobe Bryant (10)          | Los Angeles Lakers     | Steve Nash (6)            | Phoenix Suns           | Tracy McGrady (7)      | Houston Rockets        |
| 2007-08   | Chris Paul                | New Orleans Hornets    | Deron Williams            | Utah Jazz              | Manu Ginóbili          | San Antonio Spurs      |
| 2008-09   | LeBron James (5)          | Cleveland Cavaliers    | Tim Duncan (12)           | San Antonio Spurs      | Carmelo Anthony (3)    | Denver Nuggets         |
| 2008-09   | Dirk Nowitzki (9)         | Dallas Mavericks       | Paul Pierce (4)           | Boston Celtics         | Pau Gasol              | Los Angeles Lakers     |
| 2008-09   | Dwight Howard (3)         | Orlando Magic          | Yao Ming (5)              | Houston Rockets        | Shaquille O'Neal (14)  | Phoenix Suns           |
| 2008-09   | Kobe Bryant (11)          | Los Angeles Lakers     | Brandon Roy               | Portland Trail Blazers | Chauncey Billups (3)   | Denver Nuggets         |
| 2008-09   | Dwyane Wade (4)           | Miami Heat             | Chris Paul (2)            | New Orleans Hornets    | Tony Parker            | San Antonio Spurs      |
| 2009-10   | LeBron James (6)          | Cleveland Cavaliers    | Dirk Nowitzki (10)        | Dallas Mavericks       | Brandon Roy (2)        | Portland Trail Blazers |
| 2009-10   | Kevin Durant              | Oklahoma City Thunder  | Steve Nash (7)            | Phoenix Suns           | Pau Gasol (2)          | Los Angeles Lakers     |
| 2009-10   | Dwight Howard (4)         | Orlando Magic          | Amar'e Stoudemire (4)     | Phoenix Suns           | Andrew Bogut           | Milwaukee Bucks        |
| 2009-10   | Kobe Bryant (12)          | Los Angeles Lakers     | Carmelo Anthony (4)       | Denver Nuggets         | Tim Duncan (13)        | San Antonio Spurs      |
| 2009-10   | Dwyane Wade (5)           | Miami Heat             | Deron Williams (2)        | Utah Jazz              | Joe Johnson            | Atlanta Hawks          |
| 2010-11   | LeBron James (7)          | Miami Heat             | Dirk Nowitzki (11)        | Dallas Mavericks       | LaMarcus Aldridge      | Portland Trail Blazers |
| 2010-11   | Kevin Durant (2)          | Oklahoma City Thunder  | Amar'e Stoudemire (5)     | New York Knicks        | Zach Randolph          | Memphis Grizzlies      |
| 2010-11   | Dwight Howard (5)         | Orlando Magic          | Pau Gasol (3)             | Los Angeles Lakers     | Al Horford             | Atlanta Hawks          |
| 2010-11   | Kobe Bryant (13)          | Los Angeles Lakers     | Dwyane Wade (6)           | Miami Heat             | Manu Ginóbili (2)      | San Antonio Spurs      |
| 2010-11   | Derrick Rose              | Chicago Bulls          | Russell Westbrook         | Oklahoma City Thunder  | Chris Paul (3)         | New Orleans Hornets    |
| 2011-12   | LeBron James (8)          | Miami Heat             | Kevin Love                | Minnesota Timberwolves | Carmelo Anthony (5)    | New York Knicks        |
| 2011-12   | Kevin Durant (3)          | Oklahoma City Thunder  | Blake Griffin             | Los Angeles Clippers   | Dirk Nowitzki (12)     | Dallas Mavericks       |
| 2011-12   | Dwight Howard (6)         | Orlando Magic          | Andrew Bynum              | Los Angeles Lakers     | Tyson Chandler         | New York Knicks        |
| 2011-12   | Kobe Bryant (14)          | Los Angeles Lakers     | Tony Parker (2)           | San Antonio Spurs      | Dwyane Wade (7)        | Miami Heat             |
| 2011-12   | Chris Paul (4)            | Los Angeles Clippers   | Russell Westbrook (2)     | Oklahoma City Thunder  | Rajon Rondo            | Boston Celtics         |
| 2012-13   | LeBron James (9)          | Miami Heat             | Carmelo Anthony (6)       | New York Knicks        | Paul George            | Indiana Pacers         |
| 2012-13   | Kevin Durant (4)          | Oklahoma City Thunder  | Blake Griffin (2)         | Los Angeles Clippers   | David Lee              | Golden State Warriors  |
| 2012-13   | Tim Duncan (14)           | San Antonio Spurs      | Marc Gasol                | Memphis Grizzlies      | Dwight Howard (7)      | Los Angeles Lakers     |
| 2012-13   | Kobe Bryant (15)          | Los Angeles Lakers     | Tony Parker (3)           | San Antonio Spurs      | Dwyane Wade (8)        | Miami Heat             |
| 2012-13   | Chris Paul (5)            | Los Angeles Clippers   | Russell Westbrook (3)     | Oklahoma City Thunder  | James Harden           | Houston Rockets        |
| 2013-14   | Kevin Durant (5)          | Oklahoma City Thunder  | Blake Griffin (3)         | Los Angeles Clippers   | Paul George (2)        | Indiana Pacers         |
| 2013-14   | LeBron James (10)         | Miami Heat             | Kevin Love (2)            | Minnesota Timberwolves | LaMarcus Aldridge (2)  | Portland Trail Blazers |
| 2013-14   | Joakim Noah               | Chicago Bulls          | Dwight Howard (8)         | Houston Rockets        | Al Jefferson           | Charlotte Bobcats      |
| 2013-14   | James Harden (2)          | Houston Rockets        | Stephen Curry             | Golden State Warriors  | Goran Dragić           | Phoenix Suns           |
| 2013-14   | Chris Paul (6)            | Los Angeles Clippers   | Tony Parker (4)           | San Antonio Spurs      | Damian Lillard         | Portland Trail Blazers |
| 2014-15   | LeBron James (11)         | Cleveland Cavaliers    | LaMarcus Aldridge (3)     | Portland Trail Blazers | Blake Griffin (4)      | Los Angeles Clippers   |
| 2014-15   | Anthony Davis             | New Orleans Pelicans   | DeMarcus Cousins          | Sacramento Kings       | Tim Duncan (15)        | San Antonio Spurs      |
| 2014-15   | Marc Gasol (2)            | Memphis Grizzlies      | Pau Gasol (4)             | Chicago Bulls          | DeAndre Jordan         | Los Angeles Clippers   |
| 2014-15   | James Harden (3)          | Houston Rockets        | Russell Westbrook (4)     | Oklahoma City Thunder  | Klay Thompson          | Golden State Warriors  |
| 2014-15   | Stephen Curry (2)         | Golden State Warriors  | Chris Paul (7)            | Los Angeles Clippers   | Kyrie Irving           | Cleveland Cavaliers    |
| 2015-16   | Kawhi Leonard             | San Antonio Spurs      | Kevin Durant (6)          | Oklahoma City Thunder  | Paul George (3)        | Indiana Pacers         |
| 2015-16   | LeBron James (12)         | Cleveland Cavaliers    | Draymond Green            | Golden State Warriors  | LaMarcus Aldridge (4)  | San Antonio Spurs      |
| 2015-16   | DeAndre Jordan (2)        | Los Angeles Clippers   | DeMarcus Cousins (2)      | Sacramento Kings       | Andre Drummond         | Detroit Pistons        |
| 2015-16   | Stephen Curry (3)         | Golden State Warriors  | Damian Lillard (2)        | Portland Trail Blazers | Klay Thompson (2)      | Golden State Warriors  |
| 2015-16   | Russell Westbrook (5)     | Oklahoma City Thunder  | Chris Paul (8)            | Los Angeles Clippers   | Kyle Lowry             | Toronto Raptors        |
| 2016-17   | Kawhi Leonard (2)         | San Antonio Spurs      | Kevin Durant (7)          | Golden State Warriors  | Jimmy Butler           | Chicago Bulls          |
| 2016-17   | LeBron James (13)         | Cleveland Cavaliers    | Giannis Antetokounmpo     | Milwaukee Bucks        | Draymond Green (2)     | Golden State Warriors  |
| 2016-17   | Anthony Davis (2)         | New Orleans Pelicans   | Rudy Gobert               | Utah Jazz              | DeAndre Jordan (3)     | Los Angeles Clippers   |
| 2016-17   | James Harden (4)          | Houston Rockets        | Stephen Curry (4)         | Golden State Warriors  | John Wall              | Washington Wizards     |
| 2016-17   | Russell Westbrook (6)     | Oklahoma City Thunder  | Isaiah Thomas             | Boston Celtics         | DeMar DeRozan          | Toronto Raptors        |
| 2017-18   | Kevin Durant (8)          | Golden State Warriors  | LaMarcus Aldridge (5)     | San Antonio Spurs      | Jimmy Butler (2)       | Minnesota Timberwolves |
| 2017-18   | LeBron James (14)         | Cleveland Cavaliers    | Giannis Antetokounmpo (2) | Milwaukee Bucks        | Paul George (4)        | Oklahoma City Thunder  |
| 2017-18   | Anthony Davis (3)         | New Orleans Pelicans   | Joel Embiid               | Philadelphia 76ers     | Karl-Anthony Towns     | Minnesota Timberwolves |
| 2017-18   | James Harden (5)          | Houston Rockets        | DeMar DeRozan (2)         | Toronto Raptors        | Victor Oladipo         | Indiana Pacers         |
| 2017-18   | Damian Lillard (3)        | Portland Trail Blazers | Russell Westbrook (7)     | Oklahoma City Thunder  | Stephen Curry (5)      | Golden State Warriors  |
| 2018-19   | Giannis Antetokounmpo (3) | Milwaukee Bucks        | Joel Embiid (2)           | Philadelphia 76ers     | Russell Westbrook (8)  | Oklahoma City Thunder  |
| 2018-19   | James Harden (6)          | Houston Rockets        | Kevin Durant (9)          | Golden State Warriors  | Blake Griffin (5)      | Detroit Pistons        |
| 2018-19   | Stephen Curry (6)         | Golden State Warriors  | Damian Lillard (4)        | Portland Trail Blazers | LeBron James (15)      | Los Angeles Lakers     |
| 2018-19   | Paul George (5)           | Oklahoma City Thunder  | Kawhi Leonard (3)         | Toronto Raptors        | Rudy Gobert (2)        | Utah Jazz              |
| 2018-19   | Nikola Jokić              | Denver Nuggets         | Kyrie Irving (2)          | Boston Celtics         | Kemba Walker           | Charlotte Hornets      |
| 2019-20   | LeBron James (16)         | Los Angeles Lakers     | Kawhi Leonard (4)         | Los Angeles Clippers   | Jimmy Butler (3)       | Miami Heat             |
| 2019-20   | Giannis Antetokounmpo (4) | Milwaukee Bucks        | Pascal Siakam             | Toronto Raptors        | Jayson Tatum           | Boston Celtics         |
| 2019-20   | Anthony Davis (4)         | Los Angeles Lakers     | Nikola Jokić (2)          | Denver Nuggets         | Rudy Gobert (3)        | Utah Jazz              |
| 2019-20   | James Harden (7)          | Houston Rockets        | Damian Lillard (5)        | Portland Trail Blazers | Ben Simmons            | Philadelphia 76ers     |
| 2019-20   | Luka Dončić               | Dallas Mavericks       | Chris Paul (9)            | Oklahoma City Thunder  | Russell Westbrook (9)  | Houston Rockets        |
| 2020-21   | Giannis Antetokounmpo (5) | Milwaukee Bucks        | LeBron James (17)         | Los Angeles Lakers     | Jimmy Butler (4)       | Miami Heat             |
| 2020-21   | Kawhi Leonard (5)         | Los Angeles Clippers   | Julius Randle             | New York Knicks        | Paul George (6)        | Los Angeles Clippers   |
| 2020-21   | Nikola Jokić (3)          | Denver Nuggets         | Joel Embiid (3)           | Philadelphia 76ers     | Rudy Gobert (4)        | Utah Jazz              |
| 2020-21   | Stephen Curry (7)         | Golden State Warriors  | Damian Lillard (6)        | Portland Trail Blazers | Bradley Beal           | Washington Wizards     |
| 2020-21   | Luka Dončić (2)           | Dallas Mavericks       | Chris Paul (10)           | Phoenix Suns           | Kyrie Irving (3)       | Brooklyn Nets          |
| 2021-22   | Giannis Antetokounmpo (6) | Milwaukee Bucks        | DeMar DeRozan (3)         | Chicago Bulls          | LeBron James (18)      | Los Angeles Lakers     |
| 2021-22   | Jayson Tatum (2)          | Boston Celtics         | Kevin Durant (10)         | Brooklyn Nets          | Pascal Siakam (2)      | Toronto Raptors        |
| 2021-22   | Nikola Jokić (4)          | Denver Nuggets         | Joel Embiid (4)           | Philadelphia 76ers     | Karl-Anthony Towns (2) | Minnesota Timberwolves |
| 2021-22   | Devin Booker              | Phoenix Suns           | Stephen Curry (8)         | Golden State Warriors  | Chris Paul (11)        | Phoenix Suns           |
| 2021-22   | Luka Dončić (3)           | Dallas Mavericks       | Ja Morant                 | Memphis Grizzlies      | Trae Young             | Atlanta Hawks          |
| 2022-23   | Giannis Antetokounmpo (7) | Milwaukee Bucks        | Jaylen Brown              | Boston Celtics         | De'Aaron Fox           | Sacramento Kings       |
| 2022-23   | Luka Dončić (4)           | Dallas Mavericks       | Jimmy Butler (5)          | Miami Heat             | LeBron James (19)      | Los Angeles Lakers     |
| 2022-23   | Joel Embiid (5)           | Philadelphia 76ers     | Stephen Curry (9)         | Golden State Warriors  | Damian Lillard (7)     | Portland Trail Blazers |
| 2022-23   | Shai Gilgeous-Alexander   | Oklahoma City Thunder  | Nikola Jokić (5)          | Denver Nuggets         | Julius Randle (2)      | New York Knicks        |
| 2022-23   | Jayson Tatum (3)          | Boston Celtics         | Donovan Mitchell          | Cleveland Cavaliers    | Domantas Sabonis       | Sacramento Kings       |

### 2024-presente
Desde la temporada 2023-24, los mejores quintetos consisten en tres equipos seleccionados sin tener en cuenta la posición, cada uno con cinco puestos en la lista, excepto cuando hay empates. Los jugadores serán ordenados por los puntos recibidos en la votación; aquellos empatados en puntos serán listados en orden alfabético por apellido.
| Temporada | Selecciones                  | Selecciones           | Selecciones          | Selecciones            | Selecciones             | Selecciones           |
| Temporada | Primer equipo                | Primer equipo         | Segundo equipo       | Segundo equipo         | Tercer equipo           | Tercer equipo         |
| Temporada | Jugadores                    | Equipos               | Jugadores            | Equipos                | Jugadores               | Equipos               |
| --------- | ---------------------------- | --------------------- | -------------------- | ---------------------- | ----------------------- | --------------------- |
| 2023-24   | Shai Gilgeous-Alexander (2)  | Oklahoma City Thunder | Jalen Brunson        | New York Knicks        | LeBron James (20)       | Los Angeles Lakers    |
| 2023-24   | Nikola Jokić (6)             | Denver Nuggets        | Anthony Edwards      | Minnesota Timberwolves | Stephen Curry (10)      | Golden State Warriors |
| 2023-24   | Luka Dončić (5)              | Dallas Mavericks      | Kevin Durant (11)    | Phoenix Suns           | Domantas Sabonis (2)    | Sacramento Kings      |
| 2023-24   | Giannis Antetokounmpo (8)    | Milwaukee Bucks       | Kawhi Leonard (6)    | Los Angeles Clippers   | Tyrese Haliburton       | Indiana Pacers        |
| 2023-24   | Jayson Tatum (4)             | Boston Celtics        | Anthony Davis (5)    | Los Angeles Lakers     | Devin Booker (2)        | Phoenix Suns          |
| 2024-25   | Giannis Antetokounmpo^ (9)   | Milwaukee Bucks       | Anthony Edwards^ (2) | Minnesota Timberwolves | Cade Cunningham^        | Detroit Pistons       |
| 2024-25   | Shai Gilgeous-Alexander^ (3) | Oklahoma City Thunder | LeBron James^ (21)   | Los Angeles Lakers     | Karl-Anthony Towns^ (3) | New York Knicks       |
| 2024-25   | Nikola Jokić^ (7)            | Denver Nuggets        | Stephen Curry^ (11)  | Golden State Warriors  | Tyrese Haliburton^ (2)  | Indiana Pacers        |
| 2024-25   | Jayson Tatum^ (5)            | Boston Celtics        | Evan Mobley^         | Cleveland Cavaliers    | Jalen Williams^         | Oklahoma City Thunder |
| 2024-25   | Donovan Mitchell^ (2)        | Cleveland Cavaliers   | Jalen Brunson^ (2)   | New York Knicks        | James Harden^ (8)       | Los Angeles Clippers  |

## Líderes históricos
|  | Denota jugador miembro del Basketball Hall of Fame |
|  | Denota jugador en activo en la NBA                 |

| Jugador             | Total | Primer equipo | Segundo equipo | Tercer equipo | MVP | Período   |
| ------------------- | ----- | ------------- | -------------- | ------------- | --- | --------- |
| LeBron James        | 20    | 13            | 3              | 4             | 4   | 2005-2024 |
| Kobe Bryant         | 15    | 11            | 2              | 2             | 1   | 1999-2013 |
| Kareem Abdul-Jabbar | 15    | 10            | 5              | 0             | 6   | 1970-1986 |
| Tim Duncan          | 15    | 10            | 3              | 2             | 2   | 1998-2015 |
| Karl Malone         | 14    | 11            | 2              | 1             | 2   | 1988-2001 |
| Shaquille O'Neal    | 14    | 8             | 2              | 4             | 1   | 1994-2009 |
| Bob Cousy           | 12    | 10            | 2              | 0             | 1   | 1952-1963 |
| Jerry West          | 12    | 10            | 2              | 0             | 0   | 1962-1973 |
| Dolph Schayes       | 12    | 6             | 6              | 0             | 0   | 1950-1961 |
| Hakeem Olajuwon     | 12    | 6             | 3              | 3             | 1   | 1986-1999 |
| Dirk Nowitzki       | 12    | 4             | 5              | 3             | 1   | 2001-2012 |
| Michael Jordan      | 11    | 10            | 1              | 0             | 5   | 1985-1998 |
| Bob Pettit          | 11    | 10            | 1              | 0             | 2   | 1955-1965 |
| Oscar Robertson     | 11    | 9             | 2              | 0             | 1   | 1961-1971 |
| Charles Barkley     | 11    | 5             | 5              | 1             | 1   | 1986-1996 |
| John Havlicek       | 11    | 4             | 7              | 0             | 0   | 1964-1976 |
| Bill Russell        | 11    | 3             | 8              | 0             | 5   | 1958-1968 |
| John Stockton       | 11    | 2             | 6              | 3             | 0   | 1988-1999 |
| Kevin Durant        | 11    | 6             | 5              | 0             | 1   | 2007-2024 |
| Chris Paul          | 11    | 4             | 5              | 2             | 0   | 2005-2023 |
| Elgin Baylor        | 10    | 10            | 0              | 0             | 0   | 1959-1969 |
| Larry Bird          | 10    | 9             | 1              | 0             | 3   | 1980-1990 |
| Magic Johnson       | 10    | 9             | 1              | 0             | 3   | 1982-1991 |
| Wilt Chamberlain    | 10    | 8             | 2              | 0             | 4   | 1960-1972 |
| David Robinson      | 10    | 4             | 2              | 4             | 1   | 1990-2001 |
| Stephen Curry       | 10    | 4             | 4              | 2             | 2   | 2009-2024 |